# Durensewu
Durensewu is een bestuurslaag in het regentschap Pasuruan van de provincie Oost-Java, Indonesië. Durensewu telt 5804 inwoners (volkstelling 2010).